# Richard Klein
Richard G. Klein (11 d'abril de 1941 -) és un professor de biologia i antropologia a la Universitat Stanford. És professor d'humanitats i ciències a l'Anne T. & Robert M. Bass Library. Es doctorà en Filosofia a la Universitat de Chicago el 1966, i l'abril del 2003 va ser elegit com a membre de l'Acadèmia Nacional de Ciències dels Estats Units. Els seus interessos de recerca s'encaren cap a la paleoantropologia, Àfrica i Europa. La seva tesi principal sosté que els éssers humans moderns van evolucionar a l'est d'Àfrica fa aproximadament 100.000 anys i, fa 50.000 anys, va començar l'expansió per tot el món no africà, reemplaçant poblacions humanes arcaiques. S'enfronta a la idea que el behavioral modernity va sorgir a poc a poc al llarg de desenes de milers, centenars de milers d'anys o milions d'anys, en lloc d'això dona suport a la idea que el behavioral modernity va sorgir de sobte en la revolució del Paleolític Superior fa 50.000 o 40.000 anys.

## Obres
- The Human Career: Human Biological and Cultural Origins, University of Chicago Press, 1989, ISBN 9780226439624
- The Human Career: Human Biological and Cultural Origins, Second Edition, University of Chicago Press, 1999, ISBN 9780226439631
- The Human Career: Human Biological and Cultural Origins, Third Edition, University of Chicago Press, 2009, ISBN 9780226439655
- The Dawn of Human Culture, with Blake Edgar, John Wiley & Sons, 2002, ISBN 0-471-25252-2
- The Analysis of Animal Bones from Archaeological Sites, with Kathryn Cruz-Uribe, University of Chicago Press, 1984, ISBN 9780226439587
- Ice-Age Hunters of the Ukraine, University of Chicago Press, 1973, ISBN 0-226-43945-3